# محافظة تشونغدو
محافظة تشونغدو ((الكورية: 청도군): تشونغدو غون) هي محافظة تقع في مقاطعة غيونغسانغ الشمالية، كوريا الجنوبية. وبلغ عدد سكانها 43,788 نسمة، سنة 2013.

## وصلات خارجية
- الموقع الإلكتروني لحكومة المحافظة نسخة محفوظة 22 يناير 2004 على موقع واي باك مشين.